# Sękowo (powiat szamotulski)
Sękowo – wieś w Polsce położona w województwie wielkopolskim, w powiecie szamotulskim, w gminie Duszniki.

## Położenie
Wieś sołecka, położona około 16 km na południowy zachód od Szamotuł, na skrzyżowaniu drogi krajowej nr 92 oraz drogi wojewódzkiej nr 306.

## Historia
Miejscowość pierwotnie związana była z Wielkopolską. Istnieje co najmniej od początku XV wieku. Wymieniona w łacińskim z 1403 jako „Sankowo, Sancowo”, 1403 „Stancowo”, 1428 „Szancow”, 1508 „Szakowo”, 1510 „Sząkowo”, 1521 „Schąkowo”, 1563 „Sząnkowo”, 1564 „Senkowo”, 1577 „Sekowo”, 1580 „Sakowo”.
Miejscowość była początkowo własnością kościelną należącą do biskupstwa poznańskiego w kluczu dóbr Buk. W 1508 leżała w powiecie poznańskim Korony Królestwa Polskiego. W 1508 należała do parafii Wilczyna.
W pierwszych zapisach zachowanych w archiwach sądowych na temat wsi, pochodzących z początku XV wieku, odnotowano sołtysów miejscowości Jadwigę zwaną dziedziczką w Sękowie oraz Mikołaja. W 1403 Jadwidze sołtysce wsi oraz Gniewomirowi z Krzestkowic sąd przysądził część Pończyna, o którą procesował się z nimi Dziersław ze Świączyna. W tym samym roku sołtyska sękowska toczyła także spory z Wincentym Czarnotą z Szamotuł o 1/4 Pończyna, później ze wspomnianym Gniewomirem wygrywając z nim proces o część Pończyna. Przegrała z nim natomiast spór o 10 grzywien szkody i ponownie pozwała go o 12 grzywien.
W 1403 sołtys sękowski Mikołaj toczył spór sądowy z Piotrem Wilkiem z Lubosiny o odniesione rany. W 1407 pozywał on Wincentego Czarnotę z Szamotuł o to, że zapowiedzenie przez niego 1/4 Pończyna. W 1428 odnotowano jego kolejny spór w sądzie z Bieniakiem zwanym Zarembą z Lubosiny.
W 1441 biskup poznański Andrzej Bniński herbu Łodzia odnowił przywilej sołecki Sękowa na prośby sołtysów sękowskich braci Wojciecha, Tomasza, Piotra, Macieja i Szczepana oraz Wawrzyńca. Dzięki temu dokumentowi zachował się opis wsi Sękowo. Do sołectwa należały wówczas 3 łany wolne, karczma, ogród, 6 zagrodników, dwa ostrowy o nazwie „Oraniec” i „Dąbrowiec”, połowa lasu zwanego „Syrow” (oryg. „Sirow”) ale bez ról w tym lesie, które wykarczowali kmiecie z sąsiedniej wsi Wilczyny. Sołtysom ponadto przysługiwała 1/3 dochodów sądowych. Biskupstwo nadało im prawo zakładania łąk oraz zapustów na swych rolach oraz w swojj połowie lasu „Syrow”. Mieli oni także prawo wypasu dowolnej liczby owiec i koni za pomocą własnego pastucha, prawo łowienia ptaków oraz polowania na całym obszarze należącym do Sękowa. W zamian zobowiązani byli do służby biskupom na dobrym koniu.
W 1468 funkcje sołtysa w Sękowie pełnił szlachcic Tomasz, który według zachowanego zapisu zobowiązał się zwrócić 7 grzywien długu wójtowi w Pczewie Mikołajowi. W 1482 sołtys sękowski Jakub toczył spór majątkowy z Agnieszką Rościegniewską beginką poznańską o 4 konie oraz inne rzeczy po jej zmarłym bracie, które znajdowały się w posiadaniu Jakuba. Sędziowie polubowni postanawiili, że Jakub ma zapłacić za te rzeczy dwie grzywny w 4 ratach.
W latach 1490-1495 odnotowano bednarza pochodzącego ze wsi Marcina Sękowskiego mieszczanina poznańskiego, który w 1490 sprzedał Janowi Kędzierzawemu altaryście u św. Marii Magdaleny w Poznaniu 0,5 grzywny na domu przy ul. Wrocławskiej w Poznaniu. W latach 1511-1512 odnotowano szlachcica Piotra Sękowskiego rządcę dóbr sękowskich kapituły katedry poznańskiej. W 1512 pozywała go Katarzyna z Chwaliszewa o uznanie, że jest ojcem jej narodzonego dziecka.
W latach 1517-1530 notowany był pochodzący ze wsi Wojciech Sękowski mieszkaniec Poznania, który do 1517 pełnił funkcję altarysty altarii św. Marcina i Mikołaja w katedrze poznańskiej, a w 1530 został prepozytem kościoła i szpitala św. Stanisława w Poznaniu.
W 1606 biskup poznański Wawrzyniec Goślicki ze względu na zasługi Mikołaja Oborskiego sołtysa sękowskiego dał mu dożywotnio w kluczu bukowskim łan opuszczony zwany „Kiewlowskim” we wsi Sękowo w zamian za czynsz roczny 4 złotych polskich.
Miejscowość odnotowano również w historycznych rejestrach poborowych dzięki czemu zachowały się informacje o miejscowości. W 1508 pobrano we wsi wiardunki wojenne od 13 łanów oraz od dwóch karczm po 6 groszy. W 1509 miał miejsce pobór od 12 łanów, sołtys zapłacił od 1,5 łana, a od dwóch karczm poprano po 3 grosze. W 1510 pobrano podatki od 12 łanów, sołtys zapłacił od 0,5 łana oraz od karczmy. W 1510 we wsi było dwóch sołtysów, z których każdy uprawiał po 1,5 łana. We wsi było także 13 łanów osiadłych oraz dwa łany opuszczone. W 1521 Mikołaj syn Piotra z Szamotuł przeznaczył na uposażenie dziekanii i kustodii w kolegiacie w Szamotułach m.in. dwie grzywny czynszu rocznego zapisanego na wsi Sękowo. W 1563 pobór odbył. się od 11,5 łana, 3,5 łana opuszczonego, 3 łanów sołeckich, karczmy dziedzicznej oraz od dwóch zagrodników. W 1564 wieś liczyła 18 łanów w tym 3 łany sołeckie, 11,5 łanów osiadłych oraz 3,5 łanów opustoszałych. Z każdego łanu płacono po jednej grzywnie, oraz w naturze po 4 ćwiertnie owsa, dwa kapłony, 30 jaj, a z karczmy 24 groszy. Mieszkańcy dawali także w naturze owies oraz koguty tytułem wiecnego. Sołtys dawał dukata oraz był zobowiązany do służby. W 1580 pobrano podatki z Sękowa od 11 łanów, 4 zagrodników, jednego zagrodnika na łanie opuszczonym, 3 łanów opuszczonych, kowala oraz od 3 łanów sołeckich.
Wieś duchowna, własność biskupa poznańskiego, położona była w 1580 roku w powiecie poznańskim województwa poznańskiego w Rzeczypospolitej Obojga Narodów. W latach 1975–1998 miejscowość należała administracyjnie do województwa poznańskiego. 
Wskutek II rozbioru Polski w 1793, miejscowość przeszła pod władanie Prus i jak cała Wielkopolska znalazła się w zaborze pruskim. W 1900 r. została wykupiona przez niemiecką komisję kolonizacyjną. Wówczas stała się jednym z ważnych ośrodków germanizacyjnych. Po odzyskaniu przez Polskę niepodległości w 1918 r. zaczęli tu napływać koloniści polscy.
We wsi zachował się dwór z 1890 r. kryty dachem mansardowym, remontowany w 1976 r. Oficynę wzniesiono w drugiej połowie XIX w.; obora i spichrz pochodzą natomiast z przełomu XIX i XX w. Park z 2. poł. XIX w., o pow. 2,5 ha z kilkoma dębami o obw. 250-320 cm, został wpisany do rejestru zabytków pod nr 1842/A.
Wieś posiada drużynę piłkarską KS Sękowo, rozgrywającą mecze na stadionie wiejskim przy ulicy Lipowej. Swoją siedzibę mają tu także Zespół Pieśni i Tańca "Pierwiosnek" i Uczniowski Klub Sportowy GCK Szach.
Od 2006 roku organizowane są w okresie letnim coroczne Dni Sękowa - trzydniowa (weekendowa) zabawa przy muzyce z licznymi atrakcjami i konkursami m.in. mecz piłki nożnej kawalerowie - żonaci, turniej czterech wsi, turniej szachowy i inne. W trakcie Dni Sękowa w sobotę odbywa się tradycyjna zabawa wiejska w parku przy amfiteatrze.